# Марк Райт
Марк Райт (англ. Mark Wright; нар. 1 серпня 1963, Берінсфілд) — англійський футболіст, захисник. По завершенні ігрової кар'єри — футбольний тренер. Наразі очолює тренерський штаб команди «Честер Сіті».
Як гравець насамперед відомий виступами за клуби «Саутгемптон» та «Ліверпуль», а також національну збірну Англії.

## Клубна кар'єра
У дорослому футболі дебютував 1980 року виступами за команду клубу «Оксфорд Юнайтед», в якій провів два сезони, взявши участь лише у 10 матчах чемпіонату.
Своєю грою за цю команду привернув увагу представників тренерського штабу клубу «Саутгемптон», до складу якого приєднався 1982 року. Відіграв за клуб з Саутгемптона наступні п'ять сезонів своєї ігрової кар'єри. Більшість часу, проведеного у складі «Саутгемптона», був основним гравцем захисту команди.
Протягом 1987—1991 років захищав кольори команди клубу «Дербі Каунті».
1991 року перейшов до клубу «Ліверпуль», за який відіграв 7 сезонів. Граючи у складі «Ліверпуля», також здебільшого виходив на поле в основному складі команди. Завершив професійну кар'єру футболіста виступами за команду «Ліверпуль» у 1998 році.

## Виступи за збірну
1984 року дебютував в офіційних матчах у складі національної збірної Англії. Протягом кар'єри у національній команді, яка тривала 13 років, провів у формі головної команди країни 45 матчів, забивши 1 гол.
У складі збірної був учасником чемпіонату Європи 1988 року у ФРН, чемпіонату світу 1990 року в Італії, чемпіонату Європи 1992 року у Швеції.

## Кар'єра тренера
Розпочав тренерську кар'єру невдовзі по завершенні кар'єри гравця, 2000 року, очоливши тренерський штаб клубу «Саутпорт».
В подальшому очолював команди клубів «Оксфорд Юнайтед», «Честер Сіті» та «Пітерборо Юнайтед».
Наразі очолює тренерський штаб команди «Честер Сіті».

## Титули і досягнення
- Володар Кубка Англії (1):

«Ліверпуль»: 1991-92
- Володар Кубка англійської ліги (1):

«Ліверпуль»: 1994-95